# Bul FC
El Bul FC, también conocido como Bul Jinja FC y llamado BIDCO Bul FC por razones de patrocinio, es un club de fútbol con sede de Jinja, Uganda. Actualmente participa en la Liga Premier de Uganda.

## Historia
El club fue fundado en el 2008 bajo el nombre de BIDCO FC y desde 2011 participa en la Liga Premier de Uganda, la máxima categoría del país. Hasta el 2012 cambió su nombre por el actual.
En la temporada 2021-22 consiguió su primer título de la Copa de Uganda en su historia luego de vencer 3:1 a Vipers y con este resultado logró clasificarse a la Copa Confederación de la CAF 2022-23 por primera vez en su historia.

## Palmarés
- Copa de Uganda: 1

2022

## Participación en competiciones de la CAF
| Temporada | Torneo                       | Ronda      | Club   | Casa  | Visita | Global |
| --------- | ---------------------------- | ---------- | ------ | ----- | ------ | ------ |
| 2022-23   | Copa Confederación de la CAF | Preliminar | Future | 0 - 0 | 0 - 1  | 0 - 1  |